# Joseph Louis Gay-Lussac
Joseph Louis Gay-Lussac [ʒɔzɛf lwi ɡɛlysak]IPA (také Louis Joseph Gay-Lussac, 6. prosince 1778 Saint-Léonard-de-Noblat – 9. května 1850 Paříž) byl francouzský chemik a fyzik. Proslavil se především dvěma zákony, jež se týkají plynů, a svými výzkumy směsí alkoholu a vody, jejichž výsledkem jsou Gay-Lussacovy stupně používané v mnoha zemích pro měření alkoholických nápojů.

## Životopis
Gay-Lussac se narodil v Saint-Léonard-de-Noblat v departementu Haute-Vienne. Školní vzdělání získával zprvu doma, roku 1794 byl poslán na studia do Paříže. Tam se připravoval ke studiu na Polytechnice, na niž byl přijat koncem roku 1797. O tři roky později Gay-Lussac přešel na École nationale des ponts et chaussées a krátce poté zde byl ustanoven asistentem C. L. Bertholleta. Roku 1802 se stal na Polytechnice demonstrátorem knížete Antoina Françoise Fourcroye a roku 1809 se zde stal profesorem chemie. V letech 1808 až 1832 působil jako profesor fyziky na Sorbonně; tohoto místa se pak vzdal, aby se stal profesorem chemie v Národním přírodovědném muzeu. Roku 1831 byl zvolen poslancem za departement Haute-Vienne a v roce 1839 se stal senátorem.
Gay-Lussac se roku 1809 oženil s Genevieve-Marie-Joseph Rojotovou, s níž měl později celkem pět dětí. Nejstarší z nich, syn Jules, se v dospělosti stal asistentem J. Liebiga v Gießenu. Některé jeho publikace byly omylem považovány za práce jeho otce, neboť měli oba stejnou iniciálu (J. Gay-Lussac).
Joseph Louis Gay-Lussac zemřel v Paříži, kde je pochován na hřbitově Père Lachaise. Blízko Sorbonny nese jeho jméno ulice a hotel, jeho příjmení je jedním ze 72 příjmení významných osob vepsaných na Eiffelově věži.

## Významné objevy a počiny

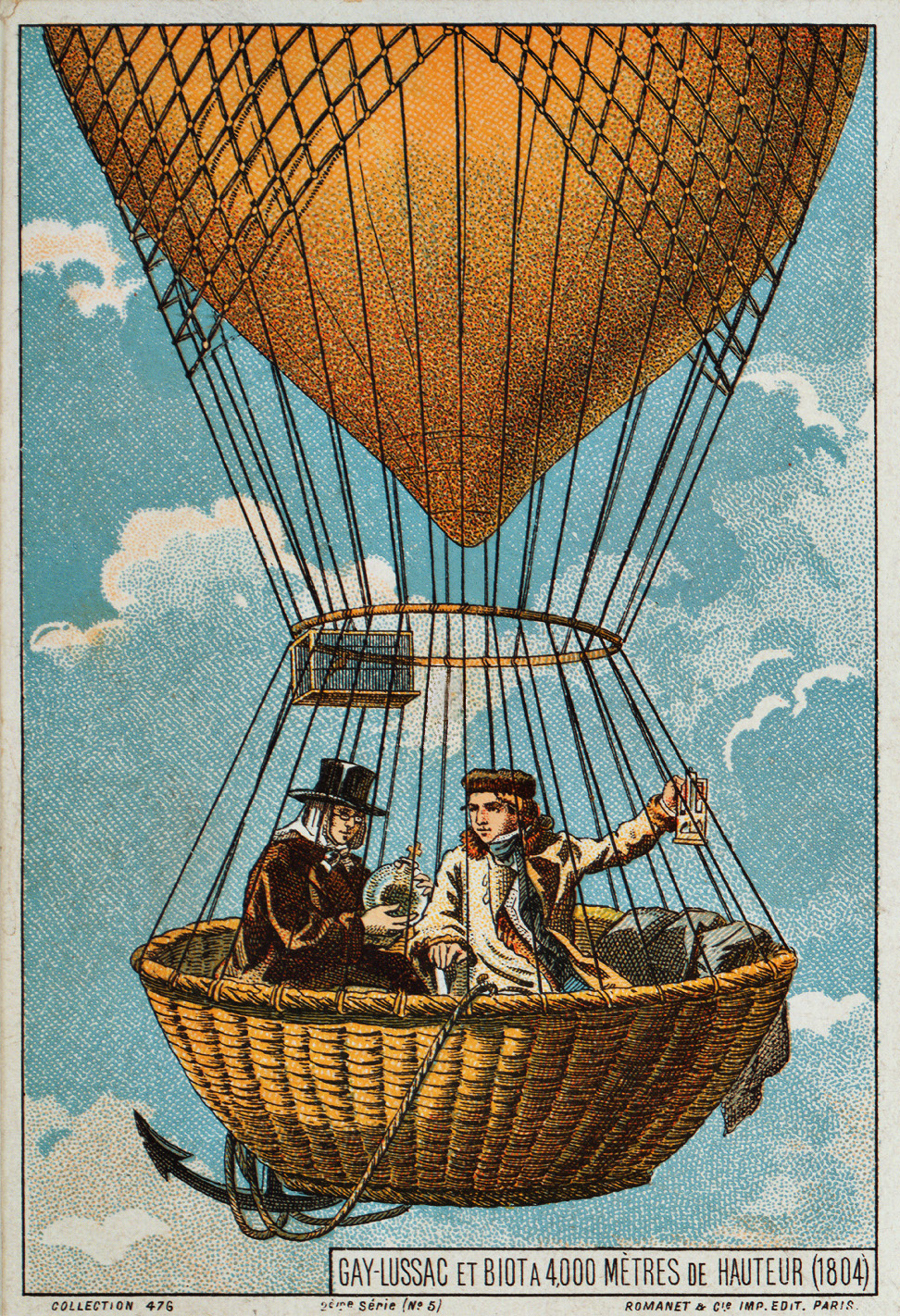
Gay-Lussac a Biot v horkovzdušném balónu roku 1804. Ilustrace z konce 19. století.

- V několika ohledech zdokonalil rtuťový teploměr.
- 1802 – Gay-Lussac jako první formuloval Gay-Lussacův zákon pro isobarický děj v ideálním plynu, podle něhož, je-li zachována konstantní hmotnost a tlak plynu, pak jeho objem při zvyšování teploty lineárně roste. To je někdy vyjádřeno pomocí vztahu V = a.T, kde a je konstanta závisející na druhu, hmotnosti a tlaku plynu a T je absolutní teplota. V případě ideálního plynu platí a = nR/p.
- 1804 – Gay-Lussac a Jean-Baptiste Biot vystoupali při prvních pokusech s cílem zkoumat atmosféru Země v horkovzdušném balónu do výšky 4 km. Při druhém výstupu, který uskutečnil Gay-Lussac sám, bylo dosaženo výšky 7 km[1]. Cílem bylo získávání vzorků vzduchu v různých výškách, zaznamenání rozdílů teploty a vlhkosti a měření magnetismu. Při těchto výstupech byla vyvrácena Daltonova domněnka, že složení vzduchu je v různých výškách atmosféry rozdílné. Bylo prokázáno, že vzduch má i v těchto výškách stejné složení jako na povrchu Země. Rovněž nebyl nalezen vodík, jehož přítomnost se tehdy ve vysoké atmosféře předpokládala (dle tehdejších představ mohl být vodík, přítomný ve vysokých vrstvách atmosféry, zapalován průletem meteorů).
- 1805 – Se svým přítelem a spolupracovníkem Alexandrem von Humboldtem experimentovali s eudiometrem a zjistili, že objemový poměr plynného vodíku a kyslíku ve vodě je 200 : 100. Tyto pokusy se posléze staly impulzem Avogadrovi při vypracování teorie, že mnohé plynné prvky se skládají z dvouatomových molekul. V březnu roku 1805 se Gay-Lussac s Humboldtem vydali na cestu po Itálii a Německu. Společně pozorovali jednu z výrazných erupcí Vesuvu. Gay-Lussac zde prováděl geologické výzkumy.
- 1808 – Podílel se na objevu boru.
- 1810 – Ve spolupráci s Thenardem vyvinul metodu kvantitativní prvkové analýzy měřením objemu CO2 a O2 vyvinutého reakcí s chloridem draselným.
- 1811 – Gay-Lussac identifikoval nový chemický prvek jód, popsal jeho vlastnosti a navrhl jméno iode.[2]
- 1824 – Vyvinul vylepšenou variantu byrety s postranní trubicí; v článku o standardizaci roztoků indiga zavedl pojmy „pipeta“ a „byreta“.[3]